# M20 (командно-штабная машина)
M20 (англ. Armored Utility Car M20) — бронированная машина общего назначения США периода Второй мировой войны, в русскоязычной литературе традиционно классифицируется как командно-штабная машина.

## Разработка
Машина была создана в декабре 1942 — феврале 1943 годов на базе бронеавтомобиля M8 и предназначалась для роли командирской машины и подвозчика боеприпасов.

## История
С 1943 года и до самого конца войны M20 активно использовалась Армией США, преимущественно на европейском театре военных действий. Помимо тех ролей, для которых они создавались, M20 применялись также в роли разведывательных машин, грузовых бронетранспортёров и санитарных машин. 205 машин были также по программе ленд-лиза переданы Франции на завершающем этапе войны и применялись ими в боях. В послевоенный период M20 использовалась войсками США в Корейской войне, но была снята с вооружения после её окончания.
В послевоенный период M20, как правило, вместе с базовым M8, активно поставлялись союзникам США по НАТО, а также на экспорт в третьи страны. Машины этого типа состояли на вооружении нескольких десятков стран и применялись в ряде вооружённых конфликтов, в частности, в значительных количествах они использовались французскими войсками в Индокитайской войне. Постепенно устаревшие M20 были сняты с вооружения почти во всех использовавших их странах, однако незначительное количество этих машин всё ещё, по состоянию на 2010 год, продолжает состоять на вооружении.

## Серийное производство
Серийное производство M20 началось в июле 1943 года и продолжалось по июнь 1945 года, всего за этот период была выпущена 3791 машина этого типа.
| Год   | 1     | 2     | 3     | 4     | 5     | 6     | 7     | 8     | 9     | 10    | 11    | 12    | Всего |
| ----- | ----- | ----- | ----- | ----- | ----- | ----- | ----- | ----- | ----- | ----- | ----- | ----- | ----- |
| 1943  |       |       |       |       |       |       | 126   | 205   | 275   | 293   | 400   | 325   | 1624  |
| 1944  | 214   | 193   | 53    | 48    | 53    | 32    | 29    | 83    | 158   | 160   | 159   | 155   | 1337  |
| 1945  | 97    | 153   | 163   | 150   | 156   | 111   |       |       |       |       |       |       | 830   |
| Всего | Всего | Всего | Всего | Всего | Всего | Всего | Всего | Всего | Всего | Всего | Всего | Всего | 3791  |

## На вооружении
- Буркина-Фасо — 2 машины, по состоянию на 2010 год[4]
- Сенегал — 4 машины, по состоянию на 2010 год[5]
- Того — 3 машины, по состоянию на 2010 год[6]

Сняты с вооружения
- США — 3586 машин[сн 1], сняты с вооружения
- Австрия — некоторое количество M8/M20[7], сняты с вооружения[8]
- Бельгия — некоторое количество M8/M20[7], сняты с вооружения[8]
- Бенин — некоторое количество M8/M20[8], сняты с вооружения[9]
- Бразилия — некоторое количество M8/M20[8], сняты с вооружения[10]
- Венесуэла — некоторое количество M8/M20[8], сняты с вооружения[11]
- Вьетнам — некоторое количество M8/M20[8], сняты с вооружения[12]
- ФРГ — некоторое количество M8/M20[7], сняты с вооружения[8]
- Греция — некоторое количество M8/M20[8], сняты с вооружения[13]
- Иран — некоторое количество M8/M20[8], сняты с вооружения[14]
- Италия — некоторое количество M8/M20[7], сняты с вооружения[8]
- Камбоджа — некоторое количество M8/M20[8], сняты с вооружения[15]
- Камерун — некоторое количество M8/M20[8], сняты с вооружения[16]
- Колумбия — некоторое количество M8/M20[8], сняты с вооружения[17]
- Республика Конго — некоторое количество M8/M20[8], сняты с вооружения[18]
- Республика Корея — некоторое количество M8/M20[8], сняты с вооружения[19]
- Лаос — некоторое количество M8/M20[8], сняты с вооружения[20]
- Мадагаскар — некоторое количество M8/M20[8], сняты с вооружения[21]
- Марокко — некоторое количество M8/M20[8], сняты с вооружения[22]
- Мексика — некоторое количество M8/M20[8], сняты с вооружения[23]
- Нигер — некоторое количество M8/M20[8], сняты с вооружения[24]
- Норвегия — некоторое количество M8/M20[8], сняты с вооружения[25]
- Перу — некоторое количество M8/M20[8], сняты с вооружения[26]
- Португалия — некоторое количество M8/M20[7], сняты с вооружения[8]
- Саудовская Аравия — некоторое количество M8/M20[8], сняты с вооружения[27]
- Таиланд — некоторое количество M8/M20[8], сняты с вооружения[28]
- Китайская Республика — некоторое количество M8/M20[8], сняты с вооружения[29]
- Тунис — некоторое количество M8/M20[8], сняты с вооружения[30]
- Турция — некоторое количество M8/M20[8], сняты с вооружения[31]
- Франция — сняты с вооружения[8]
- Эфиопия — некоторое количество M8/M20[8], сняты с вооружения[32]
- Югославия — некоторое количество M8/M20[8], сняты с вооружения

### Сноски
1. ↑  За вычетом переданных по программе ленд-лиза M20